# Henri Brosselard-Faidherbe
Henri Brosselard-Faidherbe (3 giugno 1855 – Coutances, 19 agosto 1893) è stato un esploratore francese.

## Biografia
Henri François Brosselard nacque il 3 giugno 1855. Il 30 ottobre 1883 sposò Mathilde-Marie Faidherbe, figlia del generale Louis Faidherbe. A lui fu permesso di collegare il cognome del suocero al proprio. Morì il 19 agosto 1893 a Coutances, Manica, all'età di 38 anni.

## Opere
- Les deux missions du Colonel Flatters en Afrique : récit historique et critique par un membre de la première mission, Paris, Dreyfous, 1884
- Rapport sur la situation dans la vallée du Sénégal en 1886 : insurrection de Mahmadou-Lamine, 1888
- La Guinée portugaise et les possessions françaises voisines, Lille, 1889, 116 p.
- Les deux missions Flatters au pays des Touareg Azdjer et Hoggar, Paris, Jouvet, 1889, 304 p.
- Rivières du Sud, Paris, Sous-secrétariat d'État des colonies, Imprimerie des Journaux officiels, 1891
- Casamance et Mellacorée. Pénétration au Soudan, Paris, Librairie illustrée, 1892, 106 p. (testo originale )